# ウィリアム・スティーブン・デブリー
ウィリアム・スティーブン・"ビッグ・ビル"・デブリー（William Stephen "Big Bill" Devery, 1854年1月9日 - 1919年6月20日）は、アメリカ合衆国の警察官。ニューヨーク市警察本部長を務めた。なお、職名が監督官（Superintendent）から本部長（Chief）に変更されたのはデブリーの在職中であるため、彼は最後の監督官にして最初の本部長である。また、後にフランク・J・ファレルと共に野球チーム、ニューヨーク・ハイランダーズ（ニューヨーク・ヤンキースの前身）の協同オーナーを務めた。

## 経歴
1854年、ニューヨーク市のイーストサイド・マンハッタンにて生を受ける。カトリック系アイルランド移民である父パトリック・デブリー（Patrick Devery, 1824年 - 1879年）と母メアリー・ジオハーゲン（Mary Geohagen, 1835年 - 1890年）がもうけた5人の子供の長子であった。少年期には石工であった父の仕事を手伝い、成人後はバワリーにてバーテンダーなどを務めたほか、クラブファイターとしても名を知られていた。1876年、自分と同じアイルランド系二世だったアン・マリア・"アニー"・バーンズ（Anne Maria “Annie” Burns）と結婚。その後、婚姻関係は43年間続いた。子供は8人あったが、成人することができたのは娘2人のみだった。

### ニューヨーク市警

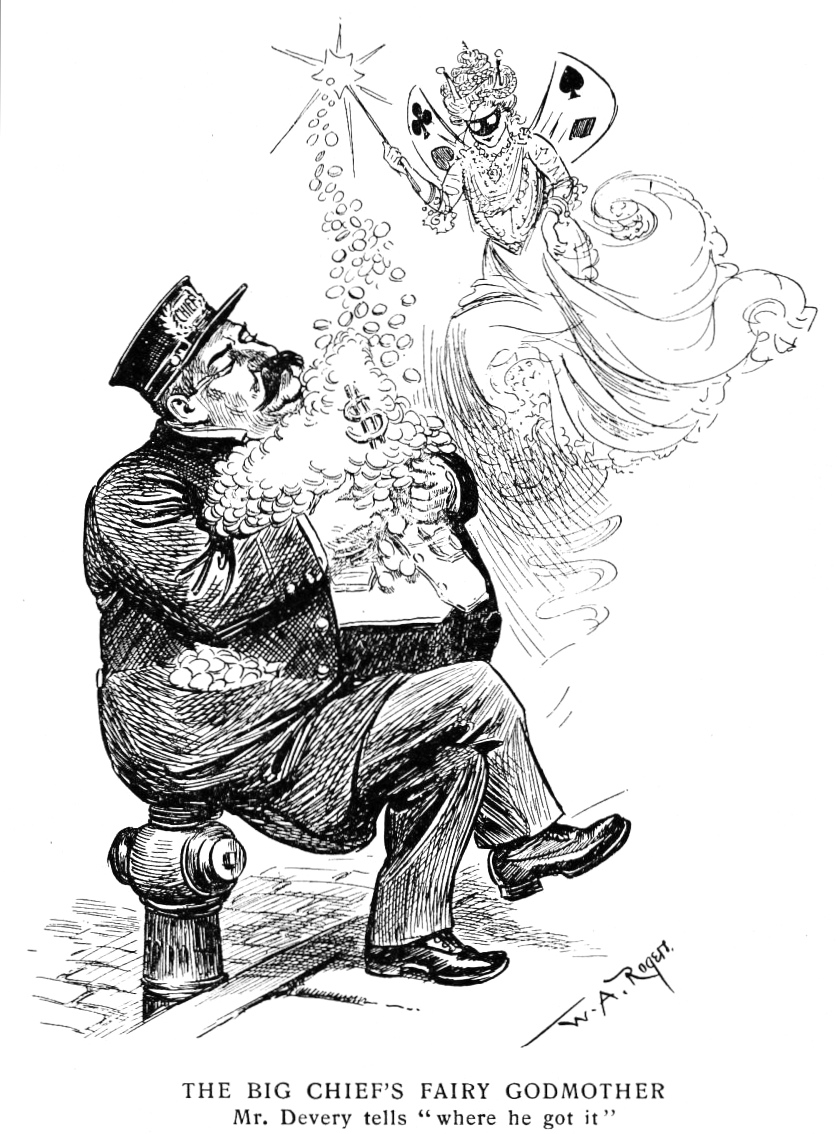
『Harper's Weekly』紙に掲載されたデブリーの風刺画。眠っているデブリーがギャンブルの妖精から大量の金貨を受け取っている（1902年9月6日、ウィリアム・アレン・ロジャース画）

1878年、24歳でパトロール巡査（Patrolman）としてニューヨーク市警察に採用される。この際、タマニー財団に200ドルの「寄付」を行ったと伝えられており、以後は警察官としてのキャリアを通じてタマニー・ホールとの関係を深めていくことになる。1881年9月16日には巡査長（Roundsman）、1884年5月28日には巡査部長（Sergeant）へと昇進した。1891年12月30日、勤続13年を経て警部（Captain）へと昇進。
昇進を重ねたデブリーは、タマニー・ホール会長リチャード・クロッカーから、酒場、賭博場、売春宿、場外賭博場、ダンスホール、その他のタマニー・ホールに上納金を収めている場所には手を出さないようにとの「アドバイス」を受けることになる。また、デブリーはクロッカーに次ぐ2人の権力者、すなわちロウアー・イースト・サイドの支配者と呼ばれたタマニー・ホールの大物、ビッグ・ティムことティモシー・サリバン州議会議員と、ミッドタウンの賭博の元締めフランク・J・ファレルとの関係も深めていった。デブリーは市民の生命と財産を守るのが警察の義務だと信じていたが、同時に市民は「目に見えないものを心配する必要はない」（shouldn’t worry about what they don’t see.）とも考えていた。部下には「見ざる言わざる聞かざる。何も食べず、何も飲まず、何も払わず」（Hear see and say nothing. Eat, drink and pay nothing.）という助言を行っていた。
その後、犯罪多発地区として悪名高いテンダーロインを管区に収めるエルブリッジ通り分署の署長に就任した。当時、デブリーは部下に対して「この管区では賄賂が横行していると聞いた。諸君は最も腐敗した警官だとも聞いた。もうやめようじゃないか！賄賂が必要だというのなら、私が払おう。任せて欲しい」（They tell me there's a lot of grafting going on in this precinct. They tell me that you fellows are the fiercest ever on graft. Now that's going to stop! If there's any grafting to be done, I'll do it. Leave it to me.）と語っていた。
1897年2月5日、デブリーは贈収賄および強要の容疑者として逮捕・起訴され、有罪判決後には免職されている。デブリーはニューヨーク控訴裁判所に対して控訴を行い、その後に処分は取り消され、警察官として職務に復帰した。1898年1月7日には警視（Inspector）、同年2月14日には本部長補（Deputy Chief）に昇進している。そして同年6月30日、本部長に任命された。
彼は自らが直接賄賂を受け取るのではなく、人々が仕立て屋に行って法外な値段で服を買うと、そのカネがデブリーに渡されるという仕組みを作り上げていた。デブリーがサリバン議員と共に賭博師を保護するシンジケートを組織し、300万ドル以上の利益を得ていたという暴露記事がニューヨーク・タイムズ紙に掲載されたこともある。以後も多数の証拠とともに汚職疑惑に関する訴えが複数回起こされたが、いずれも裁判で無罪を勝ち取っている。
デブリーの汚職疑惑自体は広く知られていたものの、一方で彼の明るくて気さくな性格は多くの警察官や職員に尊敬され、また市民から愛されていた。その中には疑惑の追及者や批判者も含まれ、例えば著名なジャーナリストのリンカーン・ステフェンスはデブリーについて、「恥そのもの。彼が警察本部長を務めることは魚人が水族館長を務める以上に不適切だ」（a disgrace, no more fit to be chief of police than the fish man is to be director of the Aquarium. ）と評しつつ、「しかし個人として見れば、彼は芸術品のようで、傑作だ」（But as a character, he [Devery] was a work of art, a masterpiece.）と続けている。
1899年、セオドア・ルーズベルトおよび共和党州議会はロバート・マゼット（Robert Mazet）を長とする委員会を設置し、クロッカー率いるタマニー・ホールの汚職調査を開始した。1901年、市警察組織の改革が行われ、市警の長たる職位として警察委員長（Police Commissioner）が新設された。初代委員長マイケル・C・マーフィは、デブリーを委員長補（Deputy Commissioner）に任命した。直後に反タマニー派の裁判官ウィリアム・トラバース・ジェロームがデブリーの汚職疑惑に関して起訴を行ったものの、間もなく無罪判決を勝ち取っている。
ある警察官が勤務中の飲酒を告発されたとき、デブリーはその警察官に息を吹きかけるように命じた。警察官がこれを拒否すると、デブリーはそれが正解だと答え、訴えを退けたという。デブリーは犯罪を歴史的な低水準まで減らしたと主張し、タマニー派のロバート・アンダーソン・バン・ウィック市長からは史上最高の警察幹部と称された。しかし、その後もタマニー派への風当たりは一層と強くなり、バン・ウィックが罷免されると、デブリーは後ろ盾を失ってしまった。1902年1月1日、反タマニー派だったセス・ロウの市長就任に伴い、デブリーはマーフィと共に退任した。

### 退職後

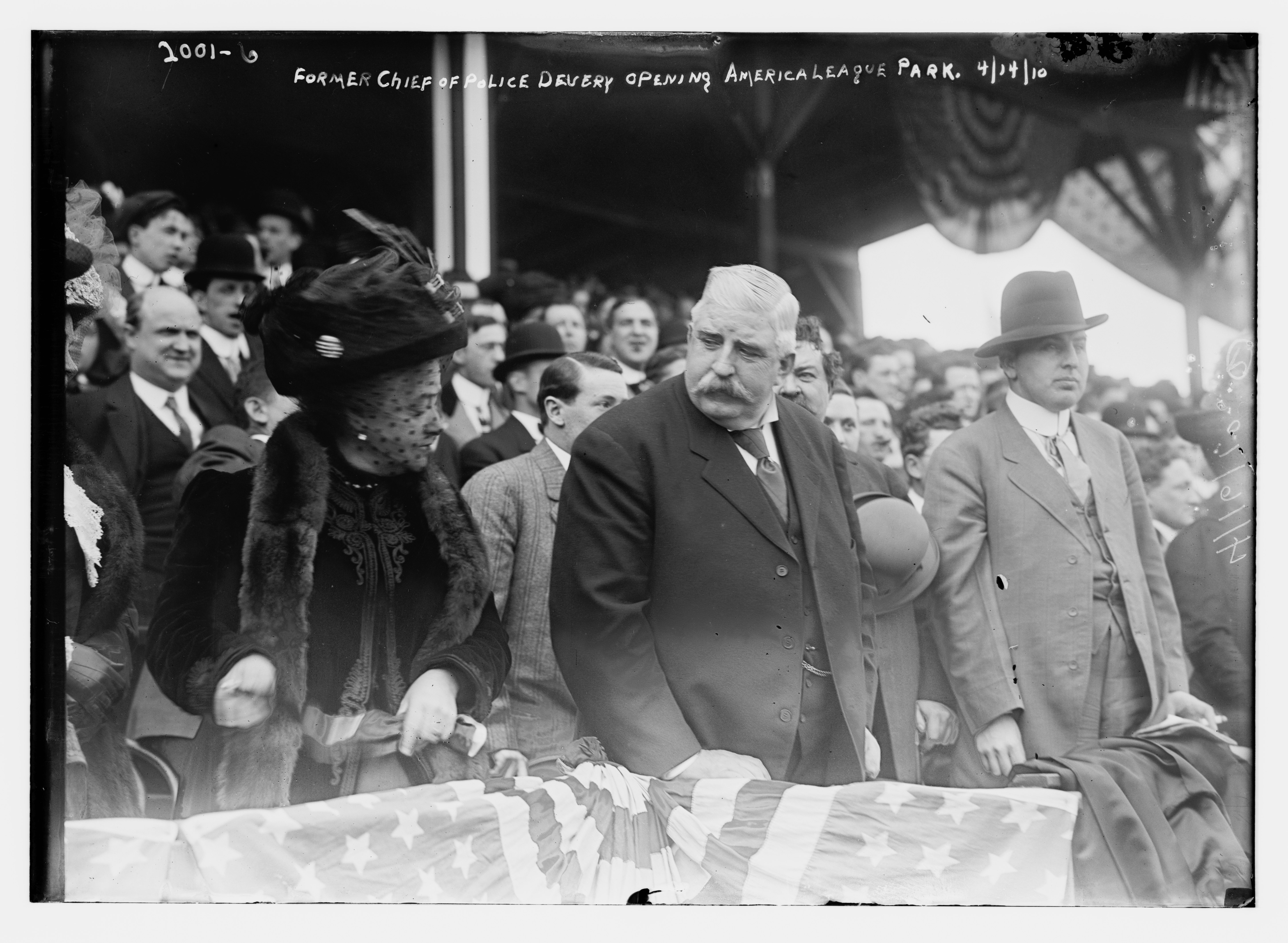
賓客としてアメリカン・リーグ・パークに招かれたデブリー（1901年）

退任後、デブリーは独立国民党（Independent People’s Party）なる政党を組織し、自らが経営するバーに党本部を構えた。「一杯やろう」（Have a drink on me）というスローガンを掲げて1903年の市長選に出馬したものの惨敗する。
同年、デブリーはファレルと共にバルチモアを拠点とするア・リーグの野球チームを買収し、拠点をニューヨークへ移すと共にハイランダーズ（Highlanders）とチーム名を改めた。ただし、1904年にはリーグ2位につけたものの、ファレル＝デブリー時代のハイランダーズは取り立てて目覚ましい記録を残すことはなかった。1915年、デブリーとファレルはジェイコブ・ルパートとティリンガースト・ローメデュー・ヒューストンに対し、ハイランダーズを300,000ドルで売却した。
1919年6月20日16時15分、ファー・ロッカウェーにて溢血を起こして死去した。